# Гизо (королева ругов)
Гизо (Гиза; лат. Giso или Gisa; казнена в 487, Равенна) — королева ругов по браку с Фелетеем.

## Биография
Наиболее подробно повествующий о Гизо нарративный источник — написанное в начале VI века Евгиппием «Житие святого Северина». Его автор был учеником главного персонажа сочинения — святого Северина Норикского — и мог получить сведения о событиях в королевстве ругов от их непосредственных участников. Об истории Ругиланда того времени сообщается и в других раннесредневековых источниках: «Старших Венских фастах», «Копенгагенском продолжении „Хроники“ Проспера Аквитанского», хрониках Кассиодора, Анонима Валезия и Иоанна Антиохийского, «Панегирике Теодориху» Магна Феликса Эннодия и «Истории лангобардов» Павла Диакона.
Гизо была остготкой из королевского рода Амалов: вероятно, двоюродной сестрой Теодориха Великого. Точно неизвестно, когда она стала женой Фелетея. Это должно было произойти ещё при жизни короля Флаккифея: возможно, около 470 года. Когда свёкор Гизо умер приблизительно 475 году, во всяком случае, не позднее 482 года, Фелетей сам стал править ругами. Его владения находились на противоположном от римской провинции Норик берегу Дуная, а резиденция — вблизи современного города Кремс-ан-дер-Донау.
Гизо, также как и другие руги, была арианкой. Однако в отличие от Фелетея, придерживавшегося веротерпимых взглядов в религиозных вопросах, она была ярой недоброжелательницей исповедников ортодоксального христианства. Это сделало её главным врагом святого Северина, лидера христиан-никейцев Норика, которыми, в основном, были проживавшие там римляне. Сильный антагонизм между Гизо и Северином отразился в крайне нелицеприятных характеристиках, которыми королева ругов наделена в житии этого святого: там она названа «дикой и злобной» (лат. feralis et noxia), а также «жесточайшей» (лат. crudelissima). Гизо не только всячески притесняла сторонников ортодоксии, но и вынуждала их принимать повторное крещение по арианскому обряду. Эту практику Евгиппий считал наиболее возмутительной. Гизо обращала в рабов даже римских граждан, что для того времени было не самым распространённым явлением. В «Житии святого Северина» сообщается, что жестокость королевы вызвала мятеж среди придворных рабов: пленники-ювелиры схватили королевского сына Фридериха и угрожали убить его, если им не будет дарована свобода. Гизо должна была согласиться на это, а затем лично выразить своё почтение Северину, благодаря посредничеству которого её сын был избавлен от смерти. Достоверность этой истории, типичной для легенд о святых, вызывает сомнения. Умирая в 482 году, Северин Норикский призвал к себе Фелетея и Гизо и дал им последние наставления. В том числе, он убеждал королеву ругов проявлять большее милосердие к своим подданным неарианского вероисповедания.
В 486 году Фелетей вступил в военный конфликт с правителем Италии Одоакром. Однако руги в следующем году потерпели поражение: в конце осени правитель Италии совершил поход Ругиланд, победил своих врагов в сражении и пленил Фелетея и Гизо. Их привезли в Равенну (столицу тогдашней Италии) и здесь по повелению Одоакра казнили. Из королевской семьи ругов спастись удалось только Фридериху: он бежал к королю остготов Теодориху Великому и впоследствии участвовал в завоевании тем государства Одоакра.
Когда в 493 году Теодорих Великий во время остготского завоевания Апеннинского полуострова собственноручно убил Одоакра, он оправдывал свой поступок кровной местью за своих убитых правителем Италии родственников. В сообщениях о гибели Одоакра не упоминается, кого из родичей Теодорих Великий имел ввиду. Однако, по одному из предположений, этими убитыми родственниками были Фелетей и Гизо.

## Комментарии
1. ↑  По другим интерпретациям этого свидетельства, Теодорих Великий мог мстить Одоакру или как скиру, в войне с которыми погиб его дядя по отцу Валамир[18], или как мужу росомонки Сунигильды, единоплеменники которой в 370-х годах убили Германариха, одного из ранних остготских королей[19][20].